# Dirk-Jan Bijker
Dirk-Jan Bijker (Rotterdam, 8 februari 1946 - Almere, 10 oktober 2001) was een Nederlandse presentator, regisseur en (onafhankelijk) televisieproducent.
Bijker studeerde af aan de filmacademie met In de ban van het gebeuren, over de veranderingen in de jaren zestig in Zeeland. Hij maakte voor deze bekroonde documentaire onder andere historische opnamen van het popfestival in Kralingen. In 1970 trad Bijker in dienst bij de Evangelische Omroep als televisieregisseur en cameraman. Vanaf 1 januari 1979 was hij hoofd van de Dienst Evangelische en Jeugdprogramma's. Hij maakte verscheidene programma's, waaronder Windkracht 16. In 1993 begon hij zijn eigen productiebedrijf. Hij produceerde programma's als Bijker ontmoet, Wittewierum en Niets meer te verliezen.
Mede door eigen ervaringen met de dood — hij kampte de laatste jaren van zijn leven met ernstige hartproblemen — maakte hij een serie portretten van mensen die op sterven lagen. Daarnaast was Bijker actief als presentator en interviewer in eigen documentaires en talkshows. In de herfst van 2001 overleed Dirk-Jan Bijker op 55-jarige leeftijd aan een hartinfarct. Na zijn dood werd de serie Niets meer te verliezen uitgezonden op tv. Postuum verscheen in 2002 de Amerikaanse speelfilm A Foreign Affair.

## Persoonlijk
Dirk-Jan Bijker was getrouwd met de tv-presentatrice Tonneke Bijker-Van Belzen; ze kregen vijf kinderen. Dochter Rebecca Bijker werd ook presentator en producent.